# José Santiago Font
José Santiago Font (1893 - 5 de març de 1959) fou un baix-baríton filipí.
Fill de Simon Mossesgeld-Santiago i Rosa Font. El 1926 va iniciar una carrera com a cantant als teatres d'òpera d'Itàlia, Amèrica del Sud i els Estats Units. El 1928, va cantar el paper de Sparafucile a Rigoletto a La Scala de Milà, com a premi per haver guanyat el premi Caruso als Estats Units. Va tenir un ampli repertori que incloïa la majoria dels principals papers operístics de baix: Wotan a Die Walküre, Viandante a Siegfried, i a Lohengrin, Mignon, Simon Boccanegra, La forza del destino, La Gioconda, Don Carlos, Faust, Mefistofele, etc.
La Temporada 1935-1936 va cantar al Gran Teatre del Liceu de Barcelona.